# 斯皮内托利
斯皮内托利（義大利語：Spinetoli），是意大利阿斯科利皮切诺省的一个市镇。总面积12.41平方公里，人口7097人，人口密度571.9人/平方公里（2009年）。ISTAT代码为044071。